# 達梅羅湖

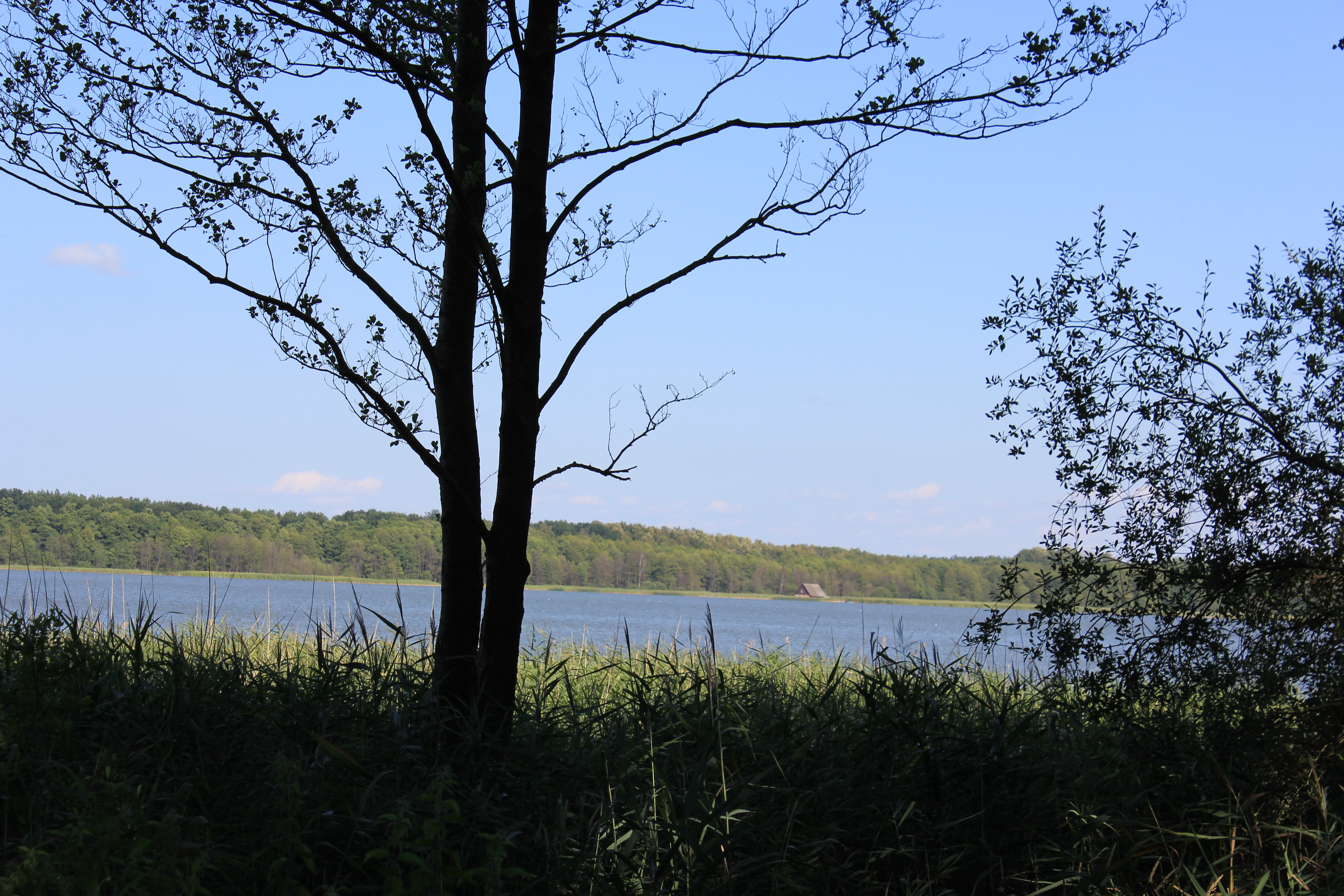

53°33′52″N 12°12′23″E / 53.56444°N 12.20639°E
達梅羅湖（德語：Damerower See），是德國的湖泊，位於該國東北部，由梅克倫堡-前波美拉尼亞州負責管轄，處於路德維希斯盧斯特-帕爾希姆縣，長2.6公里、寬1.8公里，面積2.9平方公里，海拔高度47.5米，平均水深2米，最大水深7米，水體容量581萬立方米。